# Municipio de Langhei
El municipio de Langhei (en inglés: Langhei Township) es un municipio ubicado en el condado de Pope en el estado estadounidense de Minnesota. En el año 2010 tenía una población de 177 habitantes y una densidad poblacional de 1,9 personas por km².

## Geografía
El municipio de Langhei se encuentra ubicado en las coordenadas 45°27′14″N 95°34′20″O / 45.45389, -95.57222. Según la Oficina del Censo de los Estados Unidos, el municipio tiene una superficie total de 93.28 km², de la cual 91,68 km² corresponden a tierra firme y (1,71 %) 1,6 km² es agua.

## Demografía
Según el censo de 2010, había 177 personas residiendo en el municipio de Langhei. La densidad de población era de 1,9 hab./km². De los 177 habitantes, el municipio de Langhei estaba compuesto por el 100 % blancos. Del total de la población el 0 % eran hispanos o latinos de cualquier raza.